# Facebook

Das „F“-Logo

Die „Gefällt mir“-Schaltfläche ist ein bekanntes Symbol.

Facebook ist ein soziales Netzwerk, das vom US-amerikanischen Unternehmen Meta Platforms betrieben wird. Es ist das am meisten genutzte soziale Netzwerk der Welt.
Facebook ermöglicht die Erstellung von drei Arten von Seiten: Seiten zur Darstellung der eigenen Person, Seiten zur Eigenpräsenz von Künstlern, Unternehmen oder sonstigen Organisationen sowie Seiten zur Kommunikation von Gruppen. Vor allem aus den eigenen Abonnements dieser Seiten ergibt sich ein individueller Feed, der wie bei den meisten anderen sozialen Netzwerken eine zentrale Rolle in der Benutzung einnimmt. Von einigen wird dieser Feed als ihr primärer Nachrichtenkanal genutzt, weshalb Facebook auch eine Konkurrenz von Nachrichtenportalen ist. Darüber hinaus bietet Facebook unter anderem einen Messenger sowie eine Entwicklungsplattform zur Erstellung von Anwendungssoftware.
Facebook wurde im Februar 2004 gegründet und war jahrelang die unangefochtene Nummer eins der größten sozialen Netzwerke. Mit der Zeit verlor es diese Stellung allerdings aufgrund der steigenden Popularität anderer sozialer Netzwerke. Im Jahr 2019 betrug der Umsatz 70,7 Mrd. USD. Es zählte nach eigenen Angaben im 1. Quartal 2022 rund 2,9 Milliarden Mitglieder, welche die Seite zumindest einmal pro Monat besuchten. Facebook ist eine der 10 meistbesuchten Websites der Welt, fiel in Deutschland 2020 allerdings aus den Top 10 heraus. Noch im Mai 2017 verzeichnete es nach anderen Statistiken in Deutschland 30 Millionen aktive Nutzer, diese Zahl sank bis Ende 2019 aber auf 25,9 Millionen. Facebook-Seiten und -Likes werden auch, teils illegal, in großen Mengen und zu Täuschungszwecken gehandelt. Gerichtlich wurde dies als unlauterer Wettbewerb eingestuft. In Deutschland war Facebook 2022 zwar immer noch das meistgenutzte soziale Netzwerk, 35 % benutzten es mindestens einmal in der Woche, bei jüngeren Menschen lag es allerdings nur noch auf Platz drei hinter Instagram und TikTok.
Seit seiner Veröffentlichung steht Facebook aus vielerlei Gründen in der Kritik, unter anderem wegen Überwachung, der bewussten Erzeugung von Suchtverhalten sowie der Manipulation der öffentlichen Meinung.

## Name
Der Name bezieht sich auf die sogenannten Facebooks (Englisch wörtlich: „Gesichtsbuch“, sinngemäß: „Jahrbuch“) mit Abbildungen von Studenten, die an manchen US-amerikanischen Colleges verteilt werden.

## Geschichte

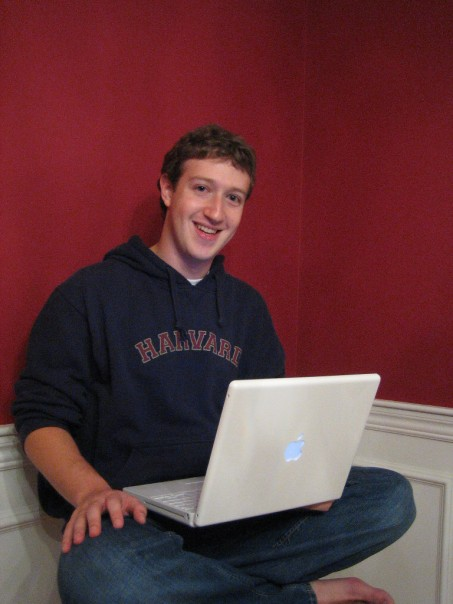
Mark Zuckerberg (2005)

Im Jahr 2003 entwickelte Mark Zuckerberg die Website facemash.com, den Vorgänger von Facebook, während seines Studiums der Psychologie und Informatik an der Harvard University. Es handelte sich um ein Bewertungssystem für das Aussehen von Frauen, das wegen Protesten nur wenige Tage zugänglich war. Zuckerberg hatte ungefragt Fotos von Studentinnen ins Internet gestellt und Seitenbesucher aufgefordert, von jeweils zwei zufällig ausgewählten Fotos das attraktivere zu wählen.
Facebook in seiner heutigen Form besteht seit dem Frühjahr 2004. In Harvard war die webbasierte Version der offiziellen, gedruckten Jahrbücher wegen Bedenken zum Datenschutz nur langsam in Gang gekommen. Das erweiterte Konzept verbreitete sich über die Ivy-League-Universitäten und anschließend weltweit. Neben Zuckerberg waren die Studenten Eduardo Saverin, Dustin Moskovitz und Chris Hughes am Projekt beteiligt. Außerdem stieß 2004 Napster-Mitbegründer Sean Parker als Berater hinzu und erhielt sieben Prozent der Anteile, war aber nach seiner Verhaftung wegen Kokainbesitzes gezwungen, Facebook zu verlassen.
Das Unternehmen Facebook Inc. gibt es seit dem 4. Februar 2004. Die Plattform erreichte im September 2011 rund 800 Millionen Mitglieder weltweit. Die am 2. Februar 2012 angekündigte Erstnotierung an der Börse wurde am 18. Mai 2012 umgesetzt. In der ersten Woche nach dem Börsengang sank der Aktienkurs von 38 auf rund 33 US-Dollar. Die Börsenaufsicht warf Facebook vor, Kleinanlegern Informationen vorenthalten zu haben. Diese strengten Sammelklagen auf Schadenersatz an.
Am 19. Februar 2014 kaufte Facebook Inc. den Messenger-Dienst WhatsApp für 4 Milliarden US-Dollar in bar und 15 Milliarden US-Dollar in Facebook-Aktien. Im Zuge des Verkaufs zog WhatsApp-Mitgründer Jan Koum in den Facebook-Verwaltungsrat ein.
Am 25. März 2014 gab Facebook Inc. die Übernahme von Oculus VR bekannt. Für 400 Millionen US-Dollar in bar und 1,6 Milliarden US-Dollar in Facebook-Aktien wurde Oculus VR von Facebook übernommen.
Im Dezember 2015 kündigte der Facebook-Gründer Mark Zuckerberg an, 99 % seiner Facebook-Anteile zu verkaufen. Am 23. August 2016 veräußerte der Facebook-Chef das erste Aktienpaket im Wert von 95 Millionen Euro, um die Chan-Zuckerberg-Initiative finanziell zu unterstützen. Der Aktienkurs des Unternehmens wurde davon kaum beeinflusst. Da die Chan-Zuckerberg-Initiative keine echte Stiftung ist, sondern eine Limited Liability Company, kann Zuckerberg Steuerabgaben niedrig halten und sich medienwirksam als Wohltäter präsentieren.
Im Frühjahr 2018 rückte das Unternehmen zunehmend in den Blick der Öffentlichkeit, da die Sonderermittlung zur Beeinflussung des Wahlkampfs in den Vereinigten Staaten 2016 ergab, dass Agenten der Russischen Föderation Facebook benutzt hatten, um den US-Präsidentschaftswahlkampf zu beeinflussen.
Außerdem wurde bekannt, dass das britische Unternehmen Cambridge Analytica Daten von bis zu 87 Millionen Facebooknutzern missbräuchlich verwendete.
Drei Monate vor der Präsidentschaftswahl in den Vereinigten Staaten im Jahr 2020 kündigte Mark Zuckerberg eine Reihe von Maßnahmen an, um Fehlinformationen und Falschmeldungen bzw. Fake News über Facebook entgegenzuwirken. Eine der vielen Maßnahmen war die Entfernung von Seiten wie QAnon, die Verschwörungstheorien auf Facebook verbreiteten Facebook Inc. gab an, von Januar 2020 bis September 2020 insgesamt 4,5 Milliarden Fake-Accounts auf Facebook entdeckt und gelöscht zu haben.
Im Juli 2021 kündigte Mark Zuckerberg an, Facebook zum Metaversum umzubauen.
Am 4. Oktober 2021 kam es wegen eines selbstverschuldeten Fehlers in der Netzwerk-Neukonfiguration zu einem mehrstündigen Ausfall der Plattform ab 17:30 MESZ, der auch WhatsApp und Instagram betraf. Mitarbeiter von WhatsApp waren vom Zugang zu Konferenzräumen abgeschnitten.
Anfang Januar 2025 kündigte Zuckerberg an, dass Facebook sein Programm zur Überprüfung von Fakten abschaffen werde, damit die „freie Meinungsäußerung wiederhergestellt“ wird.

## Funktionen

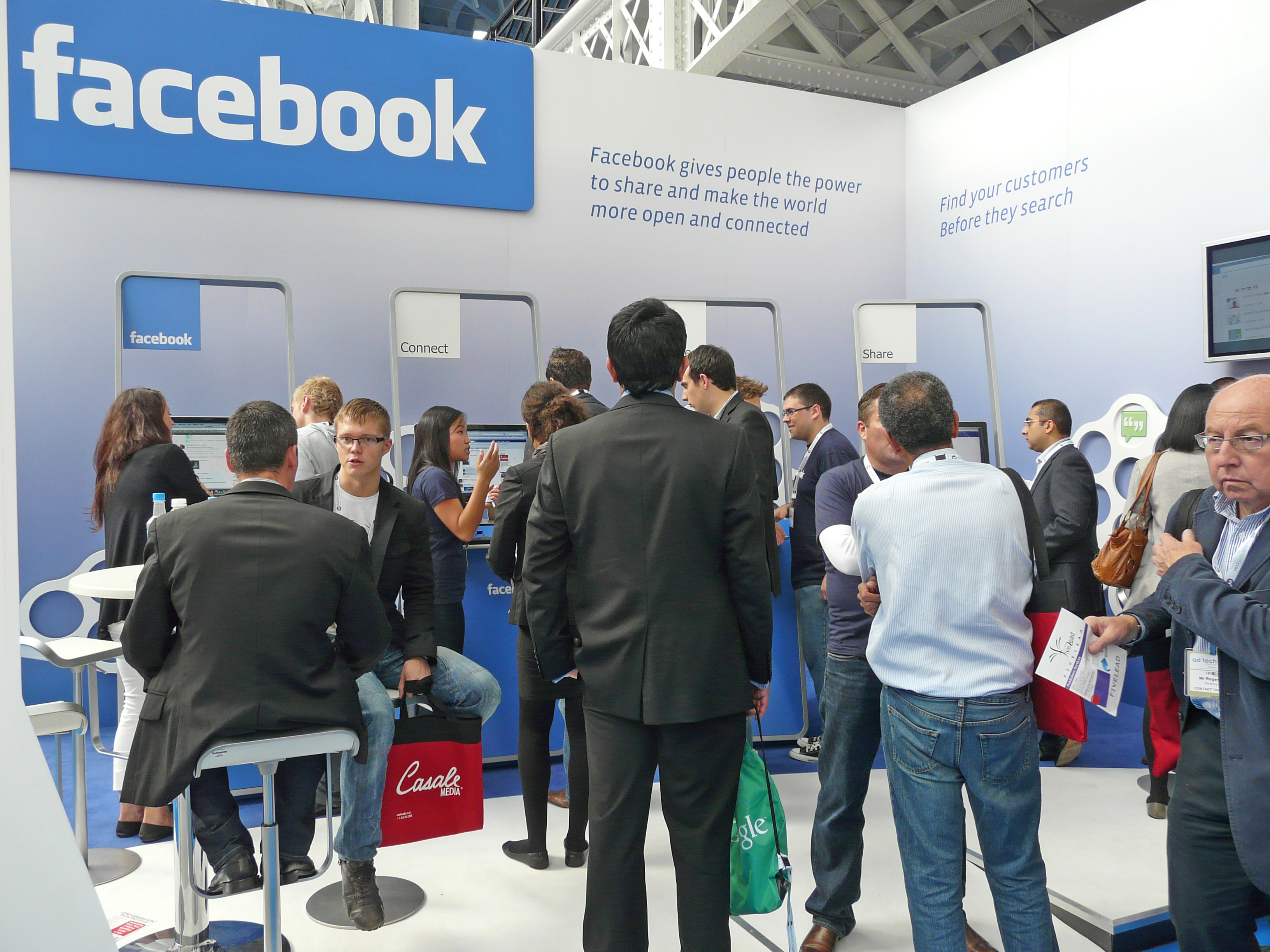
Facebook auf der Ad-tech-Messe in London 2010

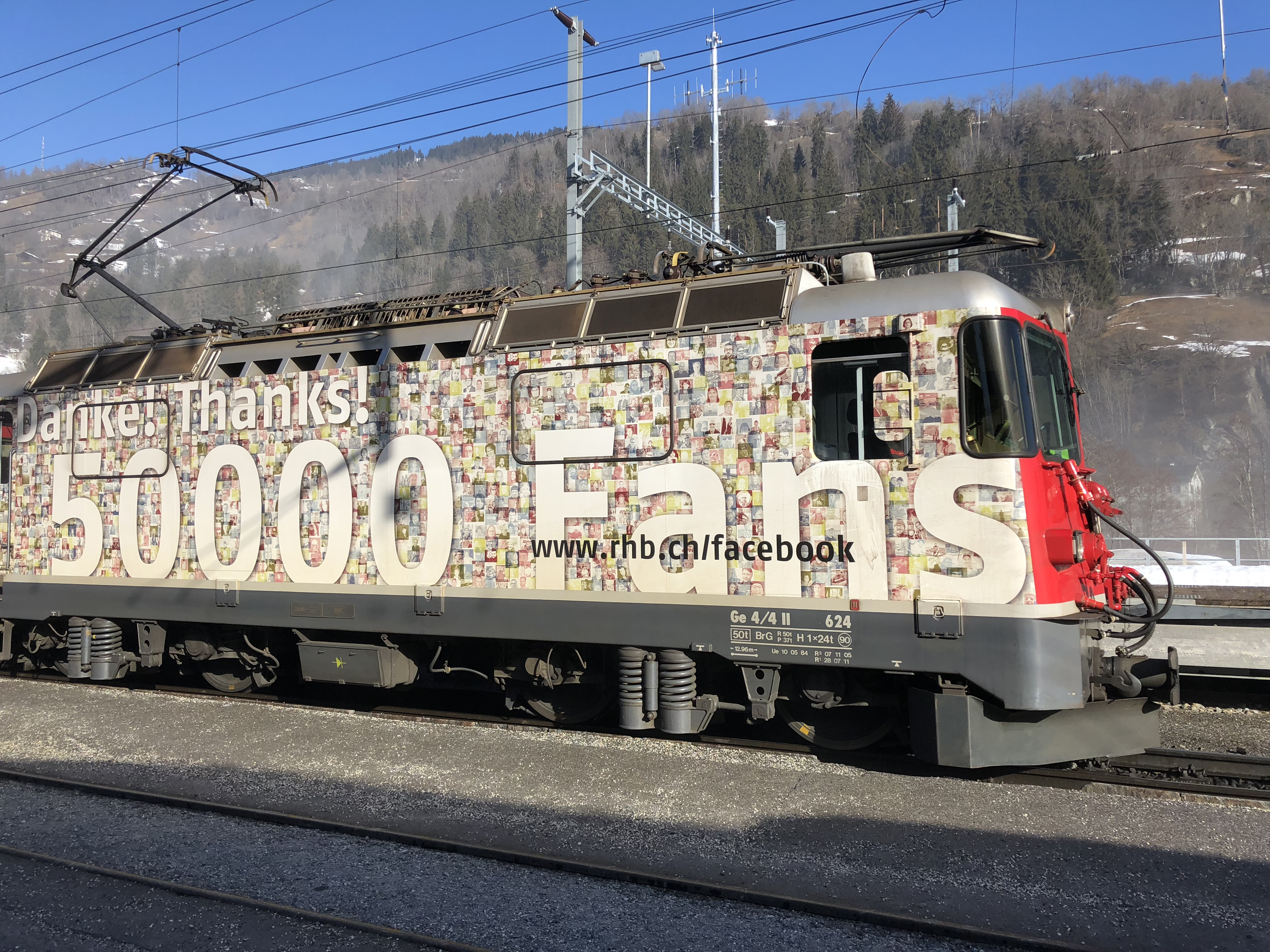
Lok der Rhätischen Bahn als Werbeträger

Jeder Benutzer von Facebook verfügt über eine Profilseite, auf der er sich vorstellen sowie Fotos und Videos hochladen kann. Diese Seite ist unter www.facebook.com/Benutzername aufrufbar. Die Profile können durch Freundschaftsanfragen oder Abonnements untereinander vernetzt werden, wobei eine unbeschränkte Anzahl von Abonnenten (analog den Followern auf Twitter) möglich ist, die Höchstgrenze von direkt verbundenen Freunden jedoch auf 5000 beschränkt bleibt.
Auf dem Profil können Besucher öffentlich (bzw. nur für ihre Freunde) sichtbare Nachrichten hinterlassen oder Kommentare zu eigenen Beiträgen des Profil-Inhabers veröffentlichen. Bekannt wurde Facebook für die Like- bzw. Gefällt mir-Schaltfläche, mit dem der Nutzer mit einem Klick eine Befürwortung zum Ausdruck bringen kann. Alternativ zu öffentlichen Nachrichten können sich Benutzer persönliche Nachrichten schicken oder chatten. Für gemeinsame Interessensbereiche kann man Gruppen einrichten, und Freunde können zu Veranstaltungen eingeladen werden. Facebook verfügt zudem über einen Marktplatz, auf dem Benutzer Kleinanzeigen aufgeben und einsehen können.
Die Identität neu angemeldeter Nutzer wird zunächst nur anhand der E-Mail-Adresse geprüft. Im Oktober 2010 berichtete ein Angestellter des Nachrichtenmagazins TechCrunch, bei Facebook ein Konto mit dem Namen des Google-Managers Eric Schmidt mit dessen korrekter E-Mail-Adresse erstellt zu haben. Da Facebook Konten, die noch nicht auf die Bestätigungsnachricht reagierten, bereits Aktionen wie das Einrichten des Profils und das Versenden privater Nachrichten erlaubt, erhielt das gefälschte Konto von Eric Schmidt private Nachrichten diverser Bekannter, die das Konto für echt hielten.
Bis 2012 war die Profilseite die Startseite bei Facebook. Um alle Aktivitäten seiner Freunde zu sehen, musste man jeweils die Profilseiten der Freunde einzeln aufrufen. Durch die Einführung des Newsfeed wurden diese Informationen automatisch auf der Startseite angezeigt.

### Profil und Chronik
Am 16. Dezember 2011 wurde die Funktion Chronik (englisch Timeline) freigeschaltet. Damit soll der Nutzer sein Leben chronologisch darstellen oder eine Art Tagebuch führen können. Während die Chronik zunächst optional durch Nutzer freigeschaltet werden konnte, ist sie seit Herbst 2012 automatisch und wird auch auf älteren Konten zwangsweise als Facebook-Startseite aktiviert. Hier erscheinen auch alle Mitteilungen des Nutzers, wobei er auswählen kann, wer diese sehen darf.

### Facebook-Seiten
Facebook bietet nicht nur Profile für Privatpersonen an, sondern auch sogenannte Seiten (englisch Facebook Pages) für Künstler, bekannte Personen, Unternehmen und Marken. Im Gegensatz zu den Profilen der Mitglieder und den Beiträgen aus Gruppen sind Seiten auch für nicht bei Facebook angemeldete Benutzer sichtbar. Folgende Seitenkategorien werden unterschieden:
- lokales Unternehmen oder Ort;
- Unternehmen, Organisation oder Institution;
- Marke oder Produkt;
- Künstler, Band oder öffentliche Person;
- Unterhaltung;
- guter Zweck oder Gemeinschaft.

Viele Facebook-Seiten dienen als Teil des Social-Media-Marketings oder für Public-Relations-Aktivitäten.
In der Regel gelingt die Akquisition von Fans auf Facebook einfacher, je emotionaler ein Produkt oder eine Dienstleistung ist.
Ausgewählte Werbekunden (Facebook Business Partners) können seit Oktober 2012 mit einer „Global Page“ mehrere Seiten unter einer einzigen Adresse und einem einheitlichen Dashboard zusammenzufassen. Besucher sehen je nach Sprache und Aufenthaltsort die entsprechenden Inhalte.
Für Unternehmen mit mehreren physischen Standorten kann eine Standortstruktur beantragt werden. Die Facebook-Seiten der einzelnen Standorte sind der Hauptseite untergeordnet, um Inhalte und Nutzerrollen der übergeordneten Seite zu übernehmen. Außerdem kann man individuell Rechte vergeben und Inhalte teilen. Kontaktdaten und Öffnungszeiten können pro Standort festgelegt werden und Nutzer werden über eine Kartenansicht auf Standorte in ihrer Nähe hingewiesen.

### Facebook-Gruppen
Jeder Benutzer kann bei Facebook Gruppen einrichten, um beispielsweise ein Thema zu diskutieren wie in einem Internetforum. Eine Gruppe kann öffentlich (für jeden einsehbar) oder privat (Beiträge sind nur für Mitglieder sichtbar) angelegt werden. Unabhängig davon kann man festlegen, ob die Gruppe selbst für andere sichtbar ist oder nicht. (Diese Einstellungen hießen bis August 2019 öffentlich, geschlossen und geheim). Es kann festgelegt werden, dass neue Mitglieder sofort, nach Bestätigung eines Administrators oder nach Bestätigung eines jeden Mitglieds aufgenommen sind. Auch ist einstellbar, ob neue Beiträge von Mitgliedern sofort für alle sichtbar sind oder erst nach Freischaltung durch einen Administrator oder Moderator. Viele Gruppen wurden gegründet, um Aktualitäten in einer Stadt zu diskutieren, um Dinge zu verkaufen oder zu verschenken. In Gruppen gibt es einige abweichende Funktionen gegenüber der allgemeinen Nutzung. So sieht ein Gruppenadministrator jedes Gruppen-Mitglied, auch wenn er von diesem mit einer Sperre belegt wurde. Alle anderen Gruppenmitglieder dagegen sehen Profile und Diskussionsbeiträge nur, wenn nicht der jeweilige Teilnehmer den anderen mit einer Sperre belegte. Es können mehrere Administratoren sowie Moderatoren für eine Gruppe benannt werden.

### Suche
Facebook besitzt eine Suchfunktion, um Freunde oder Gruppen zu finden. Am 15. Januar 2013 stellte Mark Zuckerberg Facebook Graph Search
als neues Suchverfahren vor. Dieses kann als semantische Software Bedingungen deuten statt wie bisher nur Schlagwörter. Facebook will so etwa Anfragen beantworten wie Finde alle Freunde, die gestern in Berlin waren. Graph Search unterstützt Personen, Fotos, Orte und Interessen. Es sollen weitere Inhalte (Beiträge, Kommentare, Veranstaltungen) und Sprachen folgen.
Seit Juni 2013 bietet Facebook die Möglichkeit, auch Hashtags zu verwenden. Diese sollen die Suche aktueller Inhalte erleichtern. Dies beinhaltet auch sogenannte Trending Hashtags, die besonders häufig im eigenen Freundeskreis angegeben werden.

### Währung
Von 2008 bis 2013 bot Facebook nach dem Vorbild von Second Life eine eigene Währung an, deren Einheiten Facebook Credits genannt wurden. Die virtuelle Währung konnte beispielsweise mit Kreditkarten erworben werden. Sie ließ sich für kommerzielle Anwendungen und Spiele auf Facebook einsetzen, jedoch nicht zurück in echtes Geld umtauschen.
Bei jeder Transaktion behielt Facebook einen Anteil ein, anfangs 30 Prozent. Die virtuelle Währung konnte über die Facebook-API auch von Anbietern außerhalb des sozialen Netzwerks akzeptiert werden. Zum 12. September 2013 stellte Facebook die eigene virtuelle Währung wieder ein und setzt seitdem auch in APIs wieder auf lokale Währungen. 2019 gründete Facebook die Firma Libra Networks in Genf, um einen Online-Bezahldienst einzuführen.

### Facebook Watch
Facebook Watch ist ein Video-on-Demand-Dienst von Facebook für Serien, Shows, Dokus und Nutzervideos, der am 9. August 2017 eingeführt wurde. Verfügbar ist der Dienst auf Mobilgeräten, Computern und in den TV-Apps von Facebook. Dabei sollen die Nutzer mehr sozial mit den Videos interagieren, in dem sie zum Beispiel zusammen schauen, bewerten, kommentieren und sehen was die anderen Nutzer sagen.

### Facebook Safety Check
Mit Safety Check hilft Facebook bei Katastrophen und ähnlichen Ereignissen Angehörigen oder anderen potentiellen Opfern, sich schnell über verbundene Personen zu informieren. Die Aktivierung der Funktion wird von Medien als Merkmal von Katastrophen oder anderen gravierenden Ereignisse wie zum Beispiel Terroranschlägen wahrgenommen.

### Facebook als Nachrichtenkanal
Facebooks Bedeutung als Nachrichtenkanal wurde für das Jahr 2015 durch das Reuters Institute der Universität Oxford belegt. Demnach bezogen 23 % von 1.969 deutschlandweit Befragten aller Altersgruppen Nachrichten von Facebook. In den USA lag der Wert bei 41 % von 23.557 Befragten. Laut einer Langzeitstudie der TU Darmstadt und der TU Dresden wurden im Jahr 2014 in Deutschland rund 91 Prozent aller Online-Nachrichten der Mediengesellschaften über die Facebook-„Like“- und „Teilen“-Schaltfläche verbreitet. Trotz dieser Reichweiten bestehen laut eigenen Angaben aber nur 5 % des gesamten Newsfeeds der User aus Nachrichten.

## Facebook-Apps
Facebook schuf für die Hauptfunktionen (Feed und Profile) als auch für Unterfunktionen eigene Apps. Diese werden kostenlos über die App-Marktplätze der verbreiteten Betriebssysteme vertrieben.

### Facebook-App und Lite-Version
Für die Nutzung von Facebook auf Mobilgeräten gibt es die Facebook-App. Für Android gibt es diese auch in einer Lite-Version. Diese benötigt wesentlich weniger Speicher und ein geringeres Datenvolumen als die reguläre App. Dafür fehlen ihr wenig benötigte Funktionen. Am 16. März 2018 erschien die Lite-Version in Deutschland. Auch für den Messenger gibt es eine Lite-Version.

### Facebook Messenger
Unter der Bezeichnung Facebook Messenger existiert eine Anwendung für Text- und Audio-Kommunikation für die Betriebssysteme iOS und Android. Es ist mit Facebooks Web-Chat-Funktion integriert, kann aber unabhängig davon als App genutzt werden. Technisch basiert es auf dem offenen Nachrichten-Protokoll MQTT.
In Kooperation mit Skype stellte Facebook am 6. Juli 2011 unter dem Motto „Manchmal sind Emoticons einfach nicht genug“ eine Videokonferenz-Funktion vor. Diese setzt eine Webcam voraus. Das Gespräch lief nach einer Plug-in-Installation im Browser ab. Hinzu kam die Möglichkeit, Kontakte aus Facebook automatisch in Skype anzusehen. Auch Neuigkeiten des Netzwerks wurden dargestellt. Mitglieder des sozialen Netzwerks konnten sich ohne erneute Registrierung bei Skype anmelden.
Anfang 2013 kündigte Mark Zuckerberg an, die iOS-Variante des Facebook Messengers unterstütze nun auch kostenlose Telefonate mittels Voice over IP. Dieser Dienst ist inzwischen in vielen Ländern, auch Deutschland, verfügbar.
Im November 2014 berichtete das Unternehmen von 500 Millionen, im Juli 2016 von bereits einer Milliarde Nutzern.
Am 28. April 2015 startete Facebook in Konkurrenz zu Skype und Facetime eine eigene, kostenlose Videoanruf-Funktion über den Messenger.

### Facebook Creator
Facebook Creator ging aus der früheren App Mentions hervor. Diese stand nur bekannten Persönlichkeiten mit verifiziertem Profil zur Verfügung. Heute kann jeder Seitenbetreiber die App verwenden. Die Möglichkeit, mit Fans oder Followern in Kontakt zu bleiben, soll somit verbessert werden. Posts lassen sich damit zusätzlich parallel auf Twitter oder Instagram teilen. Weiterhin können Q&A live abgehalten werden.
Ein Facebook Creator erstellt Videos für ein Publikum. Statistiken in der App beziehen sich in erster Linie auf die Videonutzung der Zuschauer und Abonnenten.
Zurzeit ist sie für Apple- und Android-Geräte verfügbar, in Deutschland ist der Dienst seit August 2014 nutzbar.

### Facebook Business Suite
Für die professionelle Verwaltung von Business-Profilen bzw. Seiten gibt es die App Facebook Business Suite.

### Facebook Home
Im April 2013 gab Facebook die Einführung mehrerer Anwendungen für das Betriebssystem Android bekannt. Nach ihrer Installation ersetzte Facebook Home den Sperrbildschirm des Smartphones durch neue Bilder und Botschaften der Freunde. Außerdem war es möglich, ohne Freigabe des Geräts auf Nachrichten und SMS zu antworten. Seit Ende 2013 ist Facebook Home nicht mehr im Google Play Store verfügbar.

## Anwendungen von Drittanbietern
Im August 2006 öffnete Facebook seine Plattform für Anwendungen von Drittanbietern über eine Programmierschnittstelle (API). Dabei nutzen Programme nach Erlaubnis der Nutzer deren Daten. Facebook-Mitglieder können diese Programme, etwa Spiele und andere Kommunikationsanwendungen, in ihre Profilseiten integrieren. Im Oktober 2009 waren mehr als 350.000 solcher Applikationen verfügbar. Allerdings erreicht nur ein kleiner Teil davon mehr als 100.000 Nutzer im Monat.
Die Öffnung der Plattform half, die Nutzerzahl zu steigern. Einige Applikationen sind darauf ausgelegt, sich schnell zu verbreiten, und verletzen dabei Datenschutzgesetze. Um dem entgegenzuwirken, können Anwendungen gesperrt werden. Jedoch betonte Facebook im April 2019 bei gerichtlichen Anhörungen zum Cambridge-Analytica-Skandal, dass man durch Nutzung der Facebook-Seite weltweit sein Recht auf Privatheit aufgebe.
Einige Angebote helfen, die Wahrung des Datenschutzes von Fremdanwendungen zu bewerten.
Seit Frühjahr 2012 bündelt das Facebook App Center für Facebook bereitstehende Anwendungen an zentraler Stelle wie im App Store, um die Übersicht zu erhöhen und Facebook für Entwickler attraktiver zu machen.
Als Reaktion auf den Cambridge-Analytica-Skandal änderte Facebook grundlegende Prinzipien der Funktionsweise der Programmierschnittstelle (API). Der Zugriff auf bestimmte Benutzerinformationen wurde entweder komplett deaktiviert oder erforderte seitdem eine Verifizierung durch Facebook (App Review). Hinzu kam die jährliche Überprüfung der Datennutzung für Entwickler von Drittanbieter-Anwendungen.

## Werbung
Die Finanzierung des sozialen Netzwerks erfolgt zumeist durch Werbung. Dies geschieht bei Facebook durch sogenannte Sponsored Stories, die nach dem Vorbild normaler Beiträge im Newsfeed erscheinen und ggf. kommentiert und weitergeleitet werden können. Grundsätzlich kann jede Facebook-Seite, jede Webseite und zum Beispiel auch jede Facebook-Veranstaltung beworben werden. Das Schalten von Werbeanzeigen wird allen Nutzern angeboten, der Preis anhand eines verdeckten Auktionssystems errechnet. Aufgrund des Nutzerverhaltens wird das Konzept laufend angepasst: So wurden im September 2017 der Werbeanzeigenmanager und der Power Editor vereint.
Die Wirkung von Werbung auf Facebook wird kontrovers beurteilt. So gibt es Untersuchungen, in denen der Return on Investment größer als bei anderen Medien eingestuft wurde, insbesondere im Vergleich zum Fernsehen. Andererseits gibt es Unternehmen, welche den Zweck von Werbung auf Facebook überwiegend negativ beurteilen. So entschied zum Beispiel der Automobilkonzern General Motors im Mai 2012, Kampagnen auf Facebook zu beenden, da diese Art Werbung in sozialen Netzwerken zu wenig Einfluss auf Konsumenten habe.
Aufgrund von weltweiter Kritik hat Facebook im Bereich der politischen Wahlwerbung mehr Transparenz angekündigt und stellt öffentlich im Facebook-Werbebericht Daten zu Wahlwerbung bzw. Werbung zu politisch oder gesellschaftlich relevanten Themen bereit.

## Entwicklung der Nutzerzahlen

Facebook-Logo bis Juli 2015

Facebook-Logo bis 2019

Facebook-Logo bis 2023

Laut Facebook-Angaben loggten sich im Oktober 2012 rund 955 Millionen Mitglieder mindestens einmal ein. Dabei werden persönliche Nutzerprofile gezählt, nicht aber sogenannte Seiten beispielsweise von Musikbands und Unternehmen. Faktisch können einerseits Profile von mehreren Menschen genutzt werden, wenn zum Beispiel ein Verein ein Profil statt einer Seite anlegt, andererseits können einzelne Menschen mehrere Profile anlegen. Nutzerangaben wie Namen, Geschlecht, Alter und Herkunft werden von Facebook meist nicht geprüft und sind nicht in jedem Fall wahr. Allerdings gibt es klare Nutzungsbedingungen, deren Einhaltung in Einzelfällen überprüft werden kann. Facebook selbst schätzte Mitte 2012, dass etwa 5 bis 6 Prozent der monatlich aktiven Profile falsche oder doppelte Profile sind, also rund 50 Millionen. Zum Jahreswechsel 2013 errechnete Facebook 76 Millionen Konten, die gegen Facebooks Richtlinien verstoßen (7,2 % aller Accounts: 5 % doppelte Nutzerkonten, 1,3 % falsch eingeordnete Konten, 0,9 % Spam-Accounts). Bei insgesamt rund 2,2 Milliarden aktiven Nutzern hat Facebook allein in den beiden Quartalen Ende 2017, Beginn 2018 fast 1,3 Milliarden gefälschte Profile gelöscht. Die folgenden statistischen Aussagen stimmen deshalb nicht mit der Zahl der Menschen überein, die Facebook tatsächlich nutzen.
| Rang | Staat              | Mitglieder |
| ---- | ------------------ | ---------- |
| 1.   | Indien             | 349 Mio.   |
| 2.   | Vereinigte Staaten | 194 Mio.   |
| 3.   | Indonesien         | 143 Mio.   |
| 4.   | Brasilien          | 127 Mio.   |
| 5.   | Mexiko             | 96 Mio.    |
| 6.   | Philippinen        | 91 Mio.    |
| 7.   | Vietnam            | 74 Mio.    |
| 8.   | Thailand           | 55 Mio.    |
| 9.   | Bangladesch        | 48 Mio.    |
| 10.  | Ägypten            | 48 Mio.    |
| 11.  | Pakistan           | 47 Mio.    |

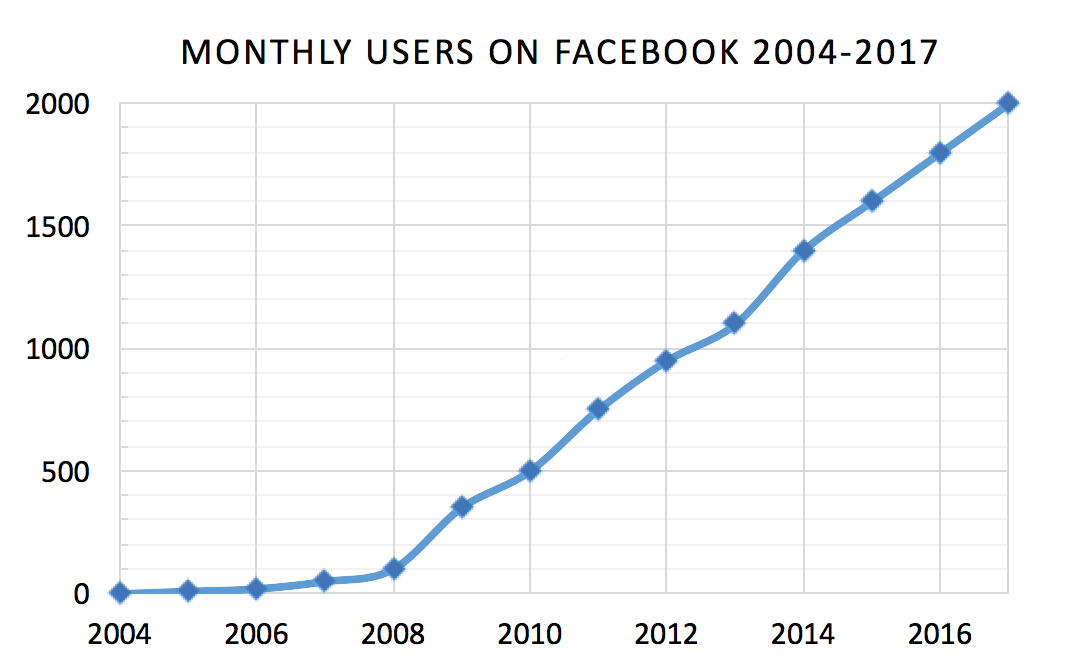
Nutzerzahlen von 2004 bis 2017 in Mio.

Noch Ende 2011 rangierte Deutschland mit 22,1 Mio. Mitgliedern auf Rang 10, die Schweiz mit 2,73 Mio. auf Rang 49 und Österreich mit 2,68 Mio. auf Rang 50.
* Bei Facebook werden insgesamt 211 Staaten ausgewiesen. Die Auflistung spiegelt jedoch nicht das offizielle UN-Staatenverzeichnis wider. Neben einer Vielzahl von Staaten, die von der UN nicht als eigenständige Staaten anerkannt sind, gibt es auf der anderen Seite eine Reihe von UN-anerkannten Staaten, die bei Facebook nicht zur Wahl stehen: die Elfenbeinküste, Guinea, Iran, Kuba, Liberia, Montserrat, Myanmar, Nordkorea, Simbabwe, Sudan und Syrien.
2011 verzeichnete Süd-/Mittelamerika mit einem Wachstum von 77,3 % die stärkste Zuwachsrate, gefolgt von Afrika (+62,3 %), Asien (+56,4 %), Europa (+25,7 %), Ozeanien (+10,9 %) und Nordamerika (+6,3 %). Das stärkste absolute Wachstum vermochte Brasilien mit 26,4 Mio. zu verzeichnen, gefolgt von Indien (+24,1 Mio.), Mexiko (+12,7 Mio.), den USA (+10,4 Mio.) und Indonesien (+10,0 Mio.). Deutschland wies mit 8,2 Mio. (+58,8 %) das insgesamt sechststärkste Wachstum auf. In Österreich kamen 421.000 Mitglieder (+18,6 %) und in der Schweiz 244.000 Personen (+9,8 %) dazu.
Im Juli 2012 wurde bekannt, dass Facebook in Deutschland erstmals aktive Nutzer in messbarem Ausmaß verlor. So seien im Mai 23,95 Millionen Nutzer auf dem sozialen Netzwerk aktiv gewesen, im Juni jedoch nur noch 23,75 Millionen. Dessen ungeachtet sind laut Geschäftsbericht von Facebook selbst Ende Dezember 2012 weltweit mehr als 1,06 Mrd. Nutzer aktiv. Der Geschäftsbericht für das Jahr 2020 wies mehr als 1,8 Mrd. Nutzer aus, die sich täglich einloggten. Im Geschäftsbericht für das Jahr 2022 wurde die Zahl der täglich aktiven Nutzer mit 1,9 Milliarden Menschen angegeben.
Traditionell gibt Facebook wenige Informationen über seine Mitglieder heraus. Jedoch wurde im August 2012 mit Facebook Stories eine Plattform geschaffen, auf der ausgewählte Nutzer der Plattform vorgestellt werden. Der Fokus liegt dabei auf unterhaltsamen oder spannenden Mitgliedern. Facebook sucht öffentlich Interessenten für Facebook Stories.
Laut Alexa liegt Facebook im 4. Quartal 2020 weltweit auf Rang 8 (2016: 3, 2019: 4, 2020: 7) sowie deutschlandweit auf Rang 20 (2016: 6, 2019: 7, 2020: 15) der meistbesuchten Websites.

### Reichweite
Die weltweite Marktdurchdringung (Verhältnis der Facebook-Mitglieder zur gesamten Bevölkerung) betrug Ende 2011 11,7 %. Im kontinentalen Vergleich weist Nordamerika mit einer Dichte von 50,3 % den höchsten Wert auf, gefolgt von Ozeanien (35 %), Europa (26,1 %) und Süd-/Mittelamerika (24,9 %). Das Schlusslicht bilden Afrika (5,3 %) und Asien (5,1 %).
| Lf. | Staat     | MD       |
| --- | --------- | -------- |
| 1.  | Monaco    | 103,9 %* |
| 2.  | Island    | 66,1 %   |
| 3.  | Gibraltar | 65,4 %   |
| 4.  | Färöer    | 61,7 %   |
| 5.  | Brunei    | 58,3 %   |

| Lf.  | Staat               | MD     |
| ---- | ------------------- | ------ |
| 211. | Volksrepublik China | 0,04 % |
| 210. | Turkmenistan        | 0,2 %  |
| 209. | Amerikanisch-Samoa  | 0,3 %  |
| 208. | Niger               | 0,3 %  |
| 207. | Burundi             | 0,4 %  |

Die USA weisen eine Marktdurchdringung von 50,6 % auf, Indonesien 17,6 % und Indien 3,4 %. Weitere Staatenwerte: Deutschland 27,1 %, Schweiz 35,0 %, Österreich 32,0 %, GB 49,3 %, Italien 34,5 %, Japan 4,9 % und Russland 4,9 % (siehe vk.com).
* Im Dezember 2011 haben mehr Personen als die Gesamtzahl der registrierten Einwohner Monacos von dort aus ihre persönliche Facebook-Seite aufgerufen.

### Geschlechter
Facebook weist in eigenen Statistiken keine Geschlechter aus. Anhand von Planungstools für Werbeanzeigen kann aber von einer weitestgehenden Gleichverteilung ausgegangen werden.
Mitglieder, die Facebook in US-amerikanischem Englisch nutzen, steht seit 2014 die Möglichkeit offen, aus 50 Geschlechtsbezeichnungen zu wählen.

### Alter
Seit 2017 berichten Medien über Tendenzen, dass Facebook deutliche Einbußen bei jungen Nutzern hat, da diese auch häufig Plattformen wie YouTube, Instagram oder Snapchat verwenden. Unter 14- bis 19-jährigen Internet-Nutzern sank von 2013 bis 2017 der Anteil der Facebook-Nutzer von 90 Prozent auf 61 Prozent, während der Anteil der über 60-jährigen Facebook-Nutzer von 47 auf 70 Prozent der Internet-Nutzer zulegte. Medial wird die Frage gestellt, ob Facebook bald das soziale Netzwerk für Ältere sei („Senioren-Treff“).

## Technik
Das Facebook-Netzwerk ist zentralistisch organisiert: Alle gespeicherten Daten stehen unter Kontrolle von Meta Platforms. Dem Unternehmen obliegt auch weitgehend die Kontrolle, welche Daten an welche Benutzer weitergegeben werden. Die direkte Kontrolle durch das Netzwerkmitglied ist eingeschränkt und es gibt keine zwischengeschalteten Stellen. Die Kommunikation zwischen Mitgliedern wird über die zentralen Server vermittelt.
Die eingesetzte Software ist server- und clientseitig proprietär, jedoch wurden umfängliche Teile auch als freie Software veröffentlicht.
Ende 2012 betrieb Facebook über etwa 180.000 Server in zwei Rechenzentren in den USA. Nach Angaben von Facebook bearbeiten sie täglich etwa 500 Terabyte, die sich unter anderem aus 300 Millionen neuen Fotos speisen. Mit Hilfe einer Project PRISM genannten Software werden die Daten gleichmäßig auf mehrere Rechenzentren verteilt.
Am 12. Juni 2013 eröffnete Facebook in Luleå in Schweden eine erste europäische Serverfarm. Die Wahl fiel auf die nordschwedische Stadt, um die Kosten für die Kühlung der Infrastruktur minimal zu halten.
Seit Ende Oktober 2014 ist Facebook über eine eigene Adresse im Tor-Netzwerk erreichbar (https://www.facebookwkhpilnemxj7asaniu7vnjjbiltxjqhye3mhbshg7kx5tfyd.onion/), um damit den Zugang für Menschen zu erleichtern, in deren Ländern der Zugang zu Facebook durch Zensur erschwert wird.
Facebook plant und betreibt derzeit mindestens 12 Rechenzentren. Drei befinden sich in Europa (Irland, Schweden, Dänemark).

### Infrastruktur
Als Betriebssystem dient überwiegend das Betriebssystem CentOS. An Stelle des Apache HTTP Servers, der in den ersten Jahren verwendet wurde, dient heute eine eigene Software zur Auslieferung der Webseiten. Die Server-Software verwendet die Programmiersprache PHP, für die der Interpreter HipHop entwickelt wurde, um die Geschwindigkeit zu optimieren. Als Datenbank diente bis Mitte 2011 Apache Cassandra. Es wurde durch eine Kombination aus HBase, HDFS und Haystack ersetzt.
Ein Teil der bei Facebook entstandenen Software wurde als Open-Source-Software für die Allgemeinheit freigegeben. Auch unterstützt Facebook viele Projekte finanziell. So ist Facebook ein Platinum Sponsor der Apache Software Foundation.

### Programme
Für mobile Betriebssysteme liefert Facebook auf „native“ Anwendungen aus, die der Prozessor des Geräts ohne interpretierende Zwischenschicht ausführt.
Bis August 2012 stellte die iOS-App zu großen Teilen eine mit HTML5 umgesetzte Webanwendung dar. Die aktuelle App wurde der mangelhaften Geschwindigkeit wegen neu in Objective-C geschrieben.
Im Zuge der Übernahme von Instagram veröffentlichte Facebook die Anwendung Facebook Camera für iOS, die seit September 2012 auch in Deutschland erhältlich ist. Diese dient der Aufnahme und Freigabe von Fotos im sozialen Netzwerk, wobei man wie bei Instagram Filter auf Bilder anwenden kann.
Facebook war seit Apple iOS 6.0 und Mountain Lion 10.8.2 Bestandteil beider Betriebssysteme. Man konnte sich ohne Installation zusätzlicher Programme bei Facebook anmelden und Mitteilungen erhalten oder absenden. Mit iOS 11 sowie OS X 10.14 (Mojave) entfiel jene Integration.

### Open Graph
Das Open Graph Protocol ist Nachfolger der Schnittstelle Facebook Connect. Es bietet Entwicklern Zugang zur Facebook-API. Diese können mit eigenen Anwendungen Daten des sozialen Netzwerks nutzen. Während der Entwicklerkonferenz f8 im Jahr 2010 stellte Facebook soziale Erweiterungsmodule (englisch „Social Plugin“) als Vorlagen für externe Websites vor. Über jene Plug-ins kann man kleine Anwendungen bei minimalem Aufwand in eigene Portale integrieren.
Verwendet man solch ein Modul mit WordPress, fügen sich automatisch Meta-Elemente in den Header-Bereich von Artikeln und Seiten ein, so dass man Inhalte gezielt im sozialen Netzwerk teilen kann. Einzelne Artikel oder ganze Seiten werden dadurch automatisch klassifiziert und semantisch gekennzeichnet. Social Plugins machen einzelne Artikel oder Webseiten zu einem Graph Objekt mit spezifischer ID. Entwickler können relevante Details über einzelne Objekte über Facebook abrufen. Da einzelne Artikel durch Meta-Elemente klassifiziert werden können, entfällt mit Open Graph die Notwendigkeit, für jeden einzelnen Webinhalt, der auf Facebook geteilt werden soll, eine einzelne Seite anzulegen.
Der Ablauf stellt sich folgendermaßen dar: Man besucht eine beliebige Webseite mit einer „Like-Schaltfläche“. Ein Klick darauf macht die Aktivität in der eigenen „Facebook-Timeline“ sichtbar. Auch Freunde erhalten damit Einblicke diese Vorlieben. Umgekehrt sieht man selbst, welche Freunde Inhalte durch Klicks auf „Like“-Schaltflächen kennzeichneten. Die beliebtesten Social Plugins sind die „Like“-Schaltfläche, die Like Box und die Facebook Comment Box, mit der Blogs ihre Kommentare auf Facebook auslagern können. Außerdem existieren Anwendungen für Empfehlungen und ein „Activity Stream“.
Im Juli 2010 nutzten über eine Million Websites Open Graph-Funktionen. Besonders Online-Medien integrierten Social Plugins, um mehr Besucher anzuziehen.

### Mitteilungen
Seit Februar 2010 unterstützte Facebook offiziell das Protokoll XMPP, auf dem auch der Jabber Instant Messenger basiert. Auf diesem Weg konnten sich Anwendungen von Drittanbietern, die nicht von Facebook stammen, mit dem sozialen Netzwerk verbinden und am Facebook Chat teilnehmen. Prinzipiell funktionierte die Integration mit jedem XMPP-fähigen Client, ausdrücklich erwähnt wurden in der offiziellen Hilfe Pidgin, Adium und iChat. Als Benutzername für die Anmeldung diente die von Facebook bereitgestellte E-Mail-Adresse beziehungsweise der Kurzname des Profils. Mit dem Umstieg auf die Graph API v2.0 ab dem 30. April 2015 wurde auch die Unterstützung von XMPP eingestellt und ein Login ist seitdem nicht mehr möglich.

## Netzwerkdurchsetzungsgesetz
Seit Inkrafttreten des Netzwerkdurchsetzungsgesetzes (NetzDG) am 1. Oktober 2017 ist Facebook in Deutschland stärker dazu verpflichtet, Hasskommentare und weitere strafbare Inhalte zu entfernen. Am NetzDG wurde kritisiert, dass Betreiber sozialer Medien aus Angst vor Geldstrafen auch legale Inhalte sperren könnten. Bei Facebook bewahrheitete sich diese Befürchtung im Vergleich mit anderen sozialen Medien kaum. Während Youtube im ersten Halbjahr seit Inkrafttreten 215.000 Beschwerden von Nutzern wegen Verstößen gegen das NetzDG erhielt, waren es bei Facebook 1700 gemeldete Inhalte, da Nutzer auf Facebook wählen können zwischen Beschwerden aufgrund von Verstößen gegen die Facebook-Gemeinschaftsstandards und das NetzDG.

## Jugendschutz und Abhängigkeit
Im Dezember 2009 gründete Facebook einen Beirat, um Sicherheitsvorkehrungen für Nutzer regelmäßig zu überprüfen. Dieser besteht aus Vertretern der folgenden fünf Organisationen: Common Sense Media, ConnectSafely, WiredSafety, Childnet International und The Family Online Safety Institute (FOSI).
Damit realisiert Facebook eine weitere Maßnahme, um eine sichere Umgebung für Jugendliche im Internet zu schaffen, nachdem das Netzwerk sich bereits an der Internet Safety Technical Task Force (ISTTF) beteiligt und 2008 mit 49 Generalstaatsanwälten der Vereinigten Staaten und dem Generalstaatsanwalt des District of Columbia Vereinbarungen zum besseren Jugendschutz unterzeichnet hatte. Darin verpflichtet sich Facebook zu folgenden Grundsätzen:
- Minderjährige vor dem Austausch persönlicher Daten speziell zu warnen;
- es Erwachsenen nicht zu ermöglichen, in Suchmaschinen Profile von minderjährigen Personen zu finden;
- Änderungen des Alters im Profil zu erschweren und zu protokollieren;
- Inhalte besser zu filtern und eine Liste pornografischer Angebote zu führen sowie Links auf diese zu löschen.

Ebenso überarbeitete Facebook im Dezember 2009 die Kontrolle über die Privatsphäre. Nun kann jeder Nutzer bei der Veröffentlichung von Statusmeldungen, Medien oder Links unterscheiden, wer diese sehen darf und wer nicht. Jeder Facebook-Nutzer wurde aufgefordert, seine Datenschutz-Einstellungen zu prüfen.
Es kann jetzt zwischen eigenen Kontakten, Freunden der Freunde sowie dem gesamten Facebook-Netzwerk unterschieden werden. Inhalte minderjähriger Nutzer sollen nur für Freunde, Kontakte und Klassenkameraden sichtbar sein.
Außerdem kooperiert Facebook noch mit MTV und der BBC gegen digitalen Missbrauch und Cyber-Mobbing. Gleichwohl ist es bereits zu Mordtaten infolge von Mobbing im Netzwerk gekommen, etwa im sogenannten „Facebook-Mord“ in den Niederlanden 2012, dem eine Benutzerin zum Opfer fiel, die Sex-Gerüchte über eine ehemalige Freundin online verbreitete.
Im April 2012 veröffentlichten norwegische Forscher mit dem „Bergen Facebook Addiction Scale (BFAS)“ ein psychologisches Testverfahren, um den Grad der Abhängigkeit von einem sozialen Netzwerk zu bestimmen.

## Ausstieg und Ausstiegsbewegungen
Am 31. Mai 2010 wurde der erste „Quit Facebook Day“ veranstaltet. Eine „Deaktivierung“ des Kontos löscht keine Daten. Bisher mussten Nutzer 14 Tage lang warten, bis ihr Profil samt ihren Daten gelöscht wurde. Anfang Oktober 2018 erweiterte Facebook diese Frist auf 30 Tage.
Eine Studie der Universität Wien aus dem Jahre 2013 untersuchte die Motivationen, aus Facebook auszusteigen. Häufigster Grund waren Sorgen um die Privatsphäre (48 %) vor einem generellen Missfallen gegenüber Facebook (14 %), negativen Erfahrungen mit Facebook-Freunden (13 %) und das Gefühl, süchtig nach Facebook zu werden (6 %). Es zeigte sich, dass Personen, die aus Facebook aussteigen, sich mehr um ihre Privatsphäre sorgen, höhere Internetsucht-Werte aufweisen und
gewissenhafter sind.
Laut einer Anfang 2020 veröffentlichten Studie der NYU und Stanford hätten Testpersonen während einer bezahlten Deaktivierung ihrer Facebook-Accounts mehr Zeit mit Familie und Bekannten verbracht, höheres Wohlbefinden geäußert und weniger Anreiz verspürt, die Nutzung wiederaufzunehmen. Zeitgleich hätten sich sowohl der Informationsgrad als auch die politische Polarisierung der Stichprobe verringert.

## Kritik, Kontroversen und Rechtsverfahren

### Cybercrime
Experten fanden mehr als tausend betrügerische Online-Anzeigen, mit denen auf Facebook geworben wird. Facebook profitiert von den Anzeigen indirekt.

### Datenschutz
In erster Linie werden Facebook Defizite beim Datenschutz bzw. ein allzu sorgloser Umgang mit den Daten seiner Nutzer vorgeworfen. Weitere Kritikpunkte sind die Monopolstellung, der Erwerb von Konkurrenzunternehmen sowie die Verbreitung von Falschmeldungen.
Die meiste Kritik bezieht sich auf das intensive Sammeln persönlicher Daten zur Erstellung personalisierter Werbung. Insbesondere wurde die Weitergabe von Adressbüchern über die von Facebook erworbene App WhatsApp sowie das Erfassen von Daten über Drittwebseiten mittels der „Gefällt mir“-Schaltfläche, auch von Personen, welche kein Facebook Konto besitzen, bemängelt. Mark Zuckerberg musste wegen der Weitergabe von Nutzerdaten an Drittunternehmen ohne die Einwilligung der Nutzer vor dem amerikanischen Kongress und dem Europäischen Parlament erscheinen.
Ebenfalls kritisiert wurde die innerhalb des Netzwerkes verwendete Gesichtserkennungssoftware. Facebook forderte Nutzer ohne Hinweis auf die rechtlichen Folgen dazu auf, per Gesichtserkennung aus Gruppenfotos isolierte Porträts mit Namen zu versehen, was ohne Zustimmung der Abgebildeten aber verboten ist. Nach Einschätzung von Datenschützern ist es zudem „bedenklich, dass Facebook für diese Funktion im Hintergrund eine Datenbank zur Gesichtserkennung mit Millionen von Nutzern aufbaut“.
Viele datenschutzrechtlich problematische Neuigkeiten führte Facebook schleichend ein, etwa die Hinweise, welche „Freunde“ gerade wie (mit einer Smartphone-APP oder am PC) oder wann zuletzt online sind/waren. Im Mai 2012 kritisierte die Stiftung Warentest, dass die Facebook-App Teile des Smartphone-Adressbuchs unverschlüsselt und nicht anonymisiert versendet.
Der Facebook-Betreiber Meta kündigte im November 2021 an, sein Gesichtserkennungssystem abzuschalten. Die Datensätze von mehr als einer Milliarde Menschen bzw. deren gespeicherte Gesichtsdaten würden dabei gelöscht, erklärte Jerome Pesenti, Vizepräsident für künstliche Intelligenz bei der neuen Facebook-Muttergesellschaft Meta. Ganz von der Technologie verabschieden wolle sich Facebook aber nicht. Das Unternehmen versuche, die positiven Anwendungsfälle für die Technologie „gegen die wachsenden gesellschaftlichen Bedenken abzuwägen, zumal die Regulierungsbehörden noch keine klaren Regeln aufgestellt“ hätten. Man sehe „eine Reihe von Fällen, in denen die Gesichtserkennung von hohem Wert für die Nutzer der Plattform sein kann“.
Insbesondere von europäischen Datenschützern und Sicherheitsexperten wird Facebooks ungenügender Datenschutz kritisiert. Der Bundesverband der Verbraucherzentralen in Deutschland riet 2010 gar davon ab, das Angebot zu nutzen.
In Frankreich wurde Facebook am 16. Mai 2017 wegen seines Umgangs mit Nutzerdaten zu einer Geldstrafe in Höhe von 150.000 Euro verurteilt. Am 18. Mai 2017 erfuhr die Öffentlichkeit, dass die EU-Kommission Facebook aufgrund irreführender Angaben bei der Übernahme des Kurznachrichtendienstes WhatsApp mit einer Summe von 110 Mio. Euro bestraft.
Im Februar 2019 verbot das Bundeskartellamt die Zusammenfügung mit Instagram- und WhatsApp-Daten, sofern die Nutzer dem nicht ausdrücklich zugestimmt haben. Facebook legte gegen das Verbot Klage ein.
Im Juli 2019 wurde bekannt, dass Facebook wegen Datenschutzvergehen mehr als fünf Milliarden US-Dollar Strafe zahlen und seine Struktur ändern muss.
Im April 2021 veröffentlichten Unbekannte in einem Hackerforum eine große Menge an Facebook-Nutzerdaten aus einem früheren Datenleck. Es umfasst unter anderem rund 533 Millionen Mobilfunknummern und 2,5 Millionen E-Mail-Adressen.
Nachdem der Bundesdatenschutzbeauftragte die Bundesregierung mit Schreiben vom 20. Mai 2019 und 16. Juni 2021 aufgefordert hatte, auf die Nutzung von eigenen Facebook-Seiten aus datenschutzrechtlichen Gründen zu verzichten und diese Aufforderung von der Bundesregierung ignoriert wurde, hat der Bundesdatenschutzabgeordnete als oberste Bundesbehörde für Datenschutz der Bundesregierung die Nutzung von eigenen Facebook-Seiten mit Bescheid vom 17. Februar 2023 untersagt. Die Bundesregierung will jedoch trotz dieser Anordnung nicht auf die Nutzung von Facebook verzichten und hat daher durch das Presse- und Informationsamt der Bundesregierung gegen den Bundesdatenschutzbeauftragten am 17. März 2023 Klage vor dem Verwaltungsgericht Köln eingereicht.
Im November 2024 wurde die Facebook-Betreiberfirma Meta Platforms in Südkorea zu einer Geldstrafe von 21,62 Milliarden Won (entsprechend etwa 15,67 Millionen US-Dollar) verurteilt, da sie unerlaubt persönliche Nutzerdaten von Facebook an Werbetreibende weitergegeben hatte. Betroffen waren unter anderem die politische und religiöse Überzeugung sowie die sexuelle Orientierung von Facebook-Nutzern und sensible Daten von nordkoreanischen Überläufern.

### Marktstellung
Anfang März 2016 wurde bekannt, dass das Bundeskartellamt ein Rechtsverfahren gegen Facebook, das irische Tochterunternehmen und den deutschen Ableger in Hamburg einleitete aufgrund des Verdachts, dass Facebook durch die Vertragsbestimmungen bei Nutzerdaten seine Marktstellung missbrauche.
Des Weiteren hat die australische Regierung im Rahmen des laufenden Gesetzgebungsverfahrens zum Schutz von redaktionellen Inhalten und der entsprechenden Vergütung für öffentliche Medien und Zeitungsverlagen einen Entwurf veröffentlicht, der Facebook zur Leistung von Zahlungen für entsprechende Inhalte verpflichteten könnte.
Als Reaktion hierauf sperrte Facebook den regionalen Inhalt für gesamt Australien, insbesondere für Regierungsinhalte. Betroffen hiervon ist auch das Covid-19-Impfprogramm sowie Gesundheitsinformationen hierzu.

### Als Informationsquelle
Im US-Präsidentschaftswahlkampf 2016 kursierten Falschmeldungen in Facebook, welche Auswirkungen auf das Wählerverhalten gehabt haben können. Beispielsweise war eine Meldung, der Papst unterstütze Donald Trump, erfunden und wurde millionenfach aufgerufen. Die New York Times kritisiert, dass Facebook abstreitet, einen Einfluss auf Wahlen zu haben. Es gebe ein Problem mit Falschmeldungen und dem Echokammer-Effekt. Die Europäische Kommission forderte einen stärkeren Einsatz von Facebook gegen Falschmeldungen.
Wiederholt kritisiert wurde auch die Verbreitung hasserfüllter und politisch oder religiös radikaler Inhalte.
Seit März 2020 kämpft Facebook gegen Falschmeldungen zur COVID-19-Pandemie, löscht falsche Behauptungen und hat Werbung für Pseudo-Medikamente gegen Corona verboten.
Nach einer Recherche des Wall Street Journal im September 2021 standen 5,8 Millionen Accounts auf einer internen Facebook-Liste, für die besondere Regeln galten. Facebook soll systematisch prominente Nutzer vor Konsequenzen beschützt haben, wenn sie Falschinformationen, Beschimpfungen oder Nacktbilder von Dritten gepostet haben. Nach den Veröffentlichungen habe sich das sogenannte Oversight Board, das formell unabhängige Prüfgremium des Konzerns, eingeschaltet.
In ihrer Dankesrede zur Verleihung des Friedensnobelpreises 2021 griff Maria Ressa Facebook an und nannte das digitale Netzwerk eine „Flut von Giftschlamm“ in den sozialen Medien. Die Technologiegiganten hätten „zugelassen, dass ein Virus der Lüge jeden von uns infiziert“, um vom Hass zu profitieren.
Facebook wird ebenfalls vorgeworfen, durch die Duldung von Aufrufen zur Gewalt eine Mitschuld an Übergriffen auf Rohingya seit 2017 und Eskalationen im Zweiten Äthiopischen Bürgerkrieg zu tragen. Vertreter der Rohingya reichten Anfang Dezember 2021 in den Vereinigten Staaten und Großbritannien Schadenersatzklagen ein und fordern 150 Milliarden Dollar.

### Umgang mit Zeitgeschichte
Auch die Verfahren, Nutzerprofile zu löschen, stehen unter Kritik. So wurde z. B. das Profil des norwegischen Autors Tom Egeland gelöscht, weil er in einem Bericht das weltbekannte Foto The Terror of War, das das damals 9-jährige Napalmopfer Kim Phúc nackt zeigt, verwendete. Wochen später wurde das Profil der größten norwegischen Tageszeitung Aftenposten gelöscht, weil sie über den Fall berichtete. Als die norwegische Ministerpräsidentin Erna Solberg einen offenen Brief des Chefredakteurs von Aftenposten an Mark Zuckerberg auf ihrer Facebook-Seite kommentierte und in diesem Zusammenhang ihrerseits das Foto „Terror of War“ postete, wurde das Bild nach drei Stunden ohne ihr Zutun aus dem Post gelöscht. Kritik kam u. a. vom Deutschen Journalisten-Verband: „Man muss von Facebook so viel Medienkompetenz erwarten dürfen, dass eine Unterscheidung zwischen einem zeitgeschichtlichen Dokument und Kinderpornografie vorgenommen wird“.

### Boykott
Im Juni 2020 gaben mehrere große Unternehmen wie Adidas, Aviva, Coca-Cola, Ford, HP, Intercontinental Hotels Group, Mars, Starbucks, Target und Unilever bekannt, dass sie ihre Anzeigen auf Facebook im Juli pausieren würden, um die Stop-Hate-for-Profit-Kampagne zu unterstützen. Diese Bewegung wirft Facebook vor, nicht genug gegen Hassbotschaften vorzugehen. Die BBC erklärte aber, der Boykott werde Facebook kaum treffen, da ein Großteil der Werbekunden kleine bis mittelgroße Unternehmen seien.

### Entscheidungen des deutschen Bundesgerichtshofs zu den allgemeinen Geschäftsbedingungen
Der Bundesgerichtshof (BGH) hat im Juli 2021 die Geschäftsbedingungen von Facebook zur Löschung von Beiträgen und zur Sperrung von Nutzern für unwirksam erklärt. Die Löschregeln mit Stand vom 19. April 2018 seien unwirksam (Az. III ZR 179/20 und III ZR 192/20), weil sich Facebook „nicht gleichzeitig dazu verpflichtet, den Nutzer über die Entfernung seines Beitrags zumindest nachträglich und über eine beabsichtigte Sperrung seines Nutzerkontos vorab zu informieren, ihm den Grund dafür mitzuteilen und eine Möglichkeit zur Gegenäußerung mit anschließender Neubescheidung einzuräumen“.

### Steigende Anzahl von Fehlalarmen
Der zunehmende Einsatz von KI-basierter Überwachung führt zu einem Anstieg von Fehlalarmen bei richtlinienkonformen Beiträgen, die aus nicht nachvollziehbaren Gründen gelöscht oder herabgestuft werden und eine Sperrung des Accounts nach sich ziehen können. Zum Beispiel wurde das Bild eines USB-Sticks wegen Gewaltdarstellung abgemahnt.

### Careless People
Im März 2025 erschien ein Erlebnisbericht von Sarah  über ihre Arbeit bei Facebook: Careless People: A Cautionary Tale of Power, Greed, and Lost Idealism. Wynn-Williams hatte von 2011 bis 2017 bei Facebook gearbeitet. Ihr Buch ist eine Abrechnung mit der Unternehmenskultur und den Entscheidungsprozessen während ihrer Zeit im Unternehmen. Es setzt sich kritisch mit den Reaktionen von Facebook auf politische Ereignisse auseinander, insbesondere mit Facebooks Haltung zum Völkermord an den Rohingya und mit den Vorwürfen gegen Facebooks CEO Mark Zuckerberg, Zensur zugunsten der chinesischen Regierung angestrebt zu haben. Zudem werden in dem Buch mehrere Facebook-Manager schädlichen Verhaltens gegenüber Mitarbeitenden einschließlich sexueller Belästigung beschuldigt, darunter auch Sheryl Sandberg und Joel Kaplan.
Facebook versuchte die Verbreitung des Buches mit rechtlichen Mitteln zu behindern. Die Gegenreaktion der Öffentlichkeit ist möglicherweise ein Grund, dass das Buch zu einem Bestseller wurde.

## Filme
Eine Auswahl:
- Svea Eckert, Anika Giese und Charles Miller: Facebook – Milliardengeschäft Freundschaft. Norddeutscher Rundfunk, 13. Februar 2012, abgerufen am 3. April 2018 (Ein Film über Facebooks Geschäftsmodell und den Datenschutz.).
- Am 24. September 2010 feierte der Film The Social Network von Regisseur David Fincher Premiere. Der Film widmet sich der Entstehungsgeschichte von Facebook. Das Drehbuch basiert auf einem Buch von Ben Mezrich mit dem Titel The Accidental Billionaires: The Founding of Facebook, a Tale of Sex, Money, Genius and Betrayal. Am 7. Oktober 2010 startete der Film in deutschen Kinos. Darsteller sind u. a. Jesse Eisenberg, Justin Timberlake und Andrew Garfield.[191]
- Aufgrund seiner weiten Verbreitung ist Facebook immer wieder Ziel satirischer Werke. Dazu gehört z. B. The Social Network 2 der Nice Piece Productions.[192]
- Wie Facebook weltweit Demokratien zerstört. ZDF Magazin Royale. Die blaue Hölle des Internets: Facebook. Jan Böhmermann: Der Social Media Meta-Konzern ist das TikTok für Hässliche, das Twitter für Dumme und das Telegram für Festnetztelefonierer! Und ganz nebenbei gefährdet es die Gesundheit von Menschen, ist mitverantwortlich für Hass, Hetze, Suizide. YouTube, 10. Dezember 2021 (abgerufen am 18. Dezember 2021)

## Wissenschaft
Facebook hat Social Science One gegründet, um die Forschung mit ihren Daten zu fördern. Die Daten von Facebook werden für verschiedene wissenschaftliche Untersuchungen verwendet. Eine Studie untersuchte, wie Facebook-Nutzer mit sozial geteilten Nachrichten interagieren und zeigte, dass die Entscheidungen des Einzelnen eine stärkere Rolle bei der Begrenzung der Exposition gegenüber Querschnittsinhalten spielten. Eine weitere Studie ergab, dass die meisten Studenten der Gesundheitswissenschaften akademische Materialien von anderen über Facebook erworben haben.
Signale von Facebook werden auch bei der Qualitätsbewertung wissenschaftlicher Arbeiten verwendet.

## Rundfunkberichte
- Brigitte Baetz: 10 Jahre Facebook – Kommunikationsplattform und Datenkrake, Deutschlandfunk – Hintergrund vom 4. Februar 2014